# 納羅夫利亞區
納羅夫利亞區（羅馬化：Narovlyanskiy rayon）是白俄羅斯東南部戈梅利州的一個區，首府為納羅夫利亞；面積1,588.82平方公里，2009年人口11,371人，人口密度每平方公里7.16人。